# Барнеков
Барнеков (нім. Barnekow) — громада в Німеччині, розташована в землі Мекленбург-Передня Померанія. Входить до складу району Північно-Західний Мекленбург. Складова частина об'єднання громад Дорф-Мекленбург-Бад-Кляйнен.
Площа — 15,59 км2. Населення становить 600 ос. (станом на 31 грудня 2020).